# Winamplanche
Winamplanche är ett vattendrag i Belgien.   Det ligger i provinsen Liège och regionen Vallonien, i den östra delen av landet, 110 km öster om huvudstaden Bryssel.
I omgivningarna runt Winamplanche växer i huvudsak blandskog. Runt Winamplanche är det ganska tätbefolkat, med 111 invånare per kvadratkilometer.